# End of Pipe
End of Pipe é uma banda brasileira de punk rock e hardcore formada em 2006 na cidade de Florianópolis, Santa Catarina. Atualmente, é formada por Uirá Medeiros (guitarra e voz), Gabriel Jardim | Gabito (guitarra), Rafael Censi (baixo) e Victor Berretta (bateria). Influenciada por nomes como Garage Fuzz, Shades Apart, Hot Water Music, Farside, Samiam, Bad Religion e Pennywise. A banda tem no currículo quatro turnês internacionais, um álbum full-length, dois EP's e um Split com a lendária banda americana Down by Law. Já dividiu o palco com Dead Fish, No Use For a Name, Less Than Jake, Face to Face, The Adolescents, dentre várias outras. 

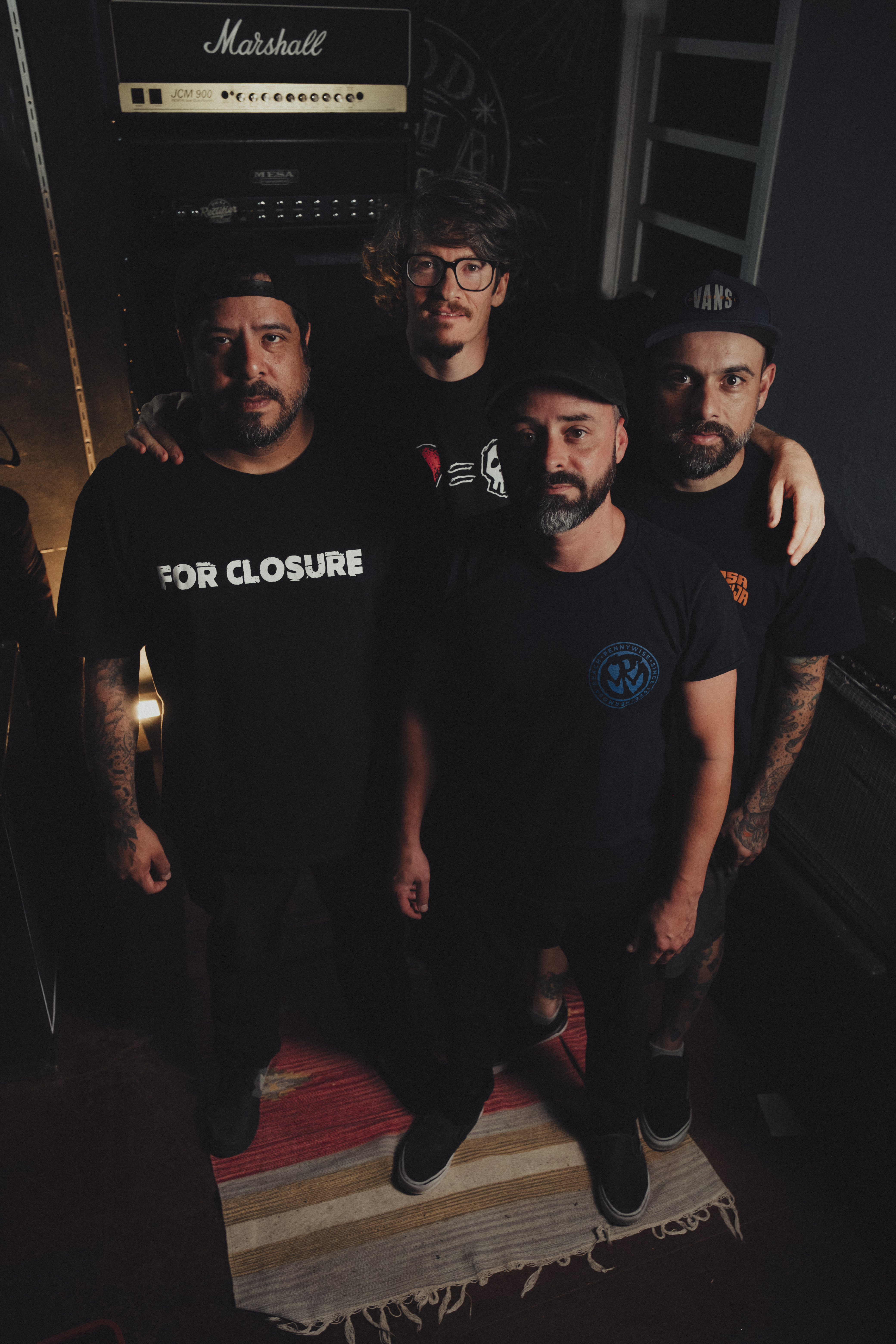
End of Pipe 2024 (Foto: Jorge Daux)

## História
A banda End of Pipe teve seu início em março de 2006 com o quarteto formado por Uirá Medeiros (vocais e guitarra – ex Acne Rabble; Mr. Alcoholic), Rafael Censi (baixo), Gabriel Jardim | Gabito (guitarra – ex Acne Rabble) e Cristiano Bittencourt (bateria). Com o apoio do selo Undermusic Records, vivenciaram bons momentos no cenário underground nacional.
No mesmo ano de fundação, a banda gravou seu primeiro EP, chamado Don’t Think Twice, lançado somente no ano de 2008, após o retorno de Uirá e Gabito de uma temporada nos Estados Unidos entre os anos de 2006 e 2007.
No ano de 2008, a banda saiu pela primeira vez do Estado de Santa Catarina em uma Mini Tour pelas cidades de São Paulo e São Bernardo do Campo (pista de Skate).
Já em 2009, a banda teve a honra de abrir o show da californiana No Use For a Name em Porto Alegre/RS, um dos grandes momentos vividos nos primeiros anos de existência.
No mesmo ano, teve a oportunidade de fazer uma Mini Tour pelo sul do Brasil com Garage Fuzz, uma das suas grandes referências.
No ano de 2010, Gabito saiu da banda, entrando em seu lugar Pedro Marques (ex Acne Rabble).
Em 2011, após algumas mudanças, Victor Berretta (ex Musicbox Superhero) assumiu de vez a bateria.
Com essa formação, em 2012 a banda vivenciou outro momento marcante, ao abrir o show da também californiana Face to Face, na Lagoa da Conceição, em Floripa. Também lançou seu primeiro single, Doped, gravado no Estúdio Pimenta do Reino, e que fez parte da “Coletânea O Clube”.
Em 2014, ainda na formação em quarteto, gravou o seu segundo EP, chamado Keep Running, gravado e produzido por Phil Fargnoli (atual guitarrista do CPM22; ex Reffer e Dead Fish) no Studio 44, em São Paulo.
Neste mesmo ano, a banda teve a sua primeira participação na Maratona Cultural, show que marcou a estreia do baixista Alex Ritter. Boa parte do evento foi filmado pelo eterno Johnny Duluti (1989-2021). Dessas imagens, nasceu o clipe da música Fall, editado pelo baterista Victor Berretta.
No dia seguinte ao show, a banda embarcou pela primeira vez rumo ao Rio de Janeiro/RJ, em Mini Tour junto com a Banda Blackjaw. Também participaram dos shows as bandas Dissonância, Manifast e Join the Dance.
Ainda em 2014, a banda também lançou o clipe da música Jack, filmado na Célula Cultural (showcase) e editado por Ronei Jr. (Trinity Filmes | JZ Produções).
Uma curiosidade é que o clipe foi filmado duas vezes. A primeira vez, na casa do guitarrista/vocalista Uirá (Bird's House). Porém, a banda preferiu buscar uma estrutura melhor de iluminação.
Em 2015, lançou um Split com a lendária banda estadudinense Down by Law, chamado Equators, representando um grande marco na história da banda. No mesmo ano, a abriu o show da banda The Adolescents, de Fullerton, Califórnia, em show realizado na Célula Cultural (showcase), em Florianópolis.
No final do ano de 2016, Pedro Marques deixou a banda, que passou a formar um Power Trio (Uirá, Rafael e Victor).
O primeiro show com este inédito formato com 3 integrantes foi realizado no já extinto Host n’ Holl, localizado na praia do Campeche, em Florianópolis.
Em abril de 2017, foi realizada uma extensa e bem-sucedida Turnê nos Estados Unidos[3], com 16 shows em 10 diferentes Estados, onde assinou contrato com a Takeover Digital (EUA), selo que tem em seu cast bandas como Yellowcard, Bracket, Craig's Brothers, etc.
Ao retornar ao Brasil, foi lançado o single Memories, que também rendeu um clipe com os registros da Tour. O trabalho de captação de imagens foi feito pela própria banda. Já a edição ficou por conta de Antonio Rossa.
Retornou aos EUA para outra Turnê em outubro de 2018, onde realizou 15 shows na Costa Leste, incluindo a participação no The Fest, um dos maiores festivais de Punk Rock do mundo, ao lado de bandas como Lagwagon e The Get Up Kids.
Neste mesmo ano, foi lançado o single Get Alive, gravado no Undercave Studio (Marlon Ramons) e mixado e masterizado pelo americano Mark Michalik, que já fez trabalhos para grandes bandas, como Much the Same, We are the Union, Counterpunch e The Swellers. 
A música também proporcionou a gravação de mais um clipe, através do projeto Gravando Bandas, com direção de Derick Borba, edição e finalização de Henrique C. Corrêa e efeitos visuais por Julio Cargnin.
Fechou o ano com uma indicação ao Prêmio da Música Catarinense na categoria "Melhor banda de 2018".
Em 2019, assinou com a Electric Funeral Records, que inclusive lançou o último álbum da banda no Brasil, e com o selo Mevzu Records (Turkey), para distribuição na Europa.
O ano de 2020 começou com o anúncio da turnê europeia, que infelizmente foi adiada devido à pandemia de Covid-19, e com o lançamento do primeiro álbum full-length, MASS HYSTERIA, também mixado e masterizado por Mark Michalik. O álbum, que está disponível em CD, K7 e nas plataformas digitais de música, rendeu o prêmio “Good Shit Awards 2020” como melhor lançamento do ano pelo site estadudinense Punk Rock Mag. Participaram mais de 193 bandas de todo o mundo, entre elas grandes nomes como Bad Religion, NOFX, Strike Anywhere, Millencolin, dentre outras bandas já renomadas no meio.
Antes do lançamento, a banda produziu um EPK sobre o processo de produção do álbum (disponível no Youtube), cuja produção e edição foi feita de forma totalmente independente.
Pouco tempo depois, lançou o clipe da música que leva o nome do álbum. A produção ficou por conta da banda, enquanto a edição contou com o trabalho de Gabby Vessoni.
Em 2022, após realizar a primeira turnê no Nordeste, com 4 shows nos Estados de Pernambuco, Ceará e Rio Grande do Norte, fez a tão esperada turnê no continente europeu, com 16 shows em 9 países: Bélgica, Luxemburgo, Alemanha, República Tcheca/Tchéquia, Croácia, Hungria, Sérvia e Áustria, ao lado da banda finlandesa The Scum Orchestra.
Já em abril de 2024, a banda realizou a terceira turnê nos Estados Unidos.  Desta vez, foram 12 shows na Costa Oeste, incluindo os Estados da Califórnia, Idaho, Utah, Nevada e Arizona. Desta vez, ao lado da grande banda californiana Love Equals Death.
Desta turnê, nasceu o clipe da música Chance For the World, lançado no mês de junho. O trabalho foi produzido pela banda, filmado por Cláudio Cestare Jr. e editado por Gabby Vessoni.
No mês de maio, logo após retornar da Tour, foi anunciado o retorno do guitarrista Gabriel Jardim (Gabito), membro da formação inicial da banda, que havia saído no ano de 2010. Novamente com a formação em quarteto, no mês de junho de 2024 gravou o seu novo EP, Silence Equals Death. Produzido por Uirá Medeiros e gravado no Estúdio AeroTullio Sound Distillery (Tullio Capanema), o trabalho foi novamente mixado e masterizado por Mark Michalik (EUA).  
Desta vez, o EP será lançado pela Repetente Records, selo idealizado e administrado por Badauí e Phil Fargnoli, do CPM 22, junto ao diretor artístico Rick Lion, que conta com o suporte da Ditto Music Brasil.  

## Integrantes

### Formação atual
- Uirá Medeiros - vocal/guitarra - (2006 - atualmente)
- Rafael Censi - baixo - (2006 - 2014) - (2016 - atualmente)
- Victor Berretta - bateria - (2011 - atualmente)
- Gabriel Jardim (Gabito) - guitarra (2006 - 2010) - (2024 - atualmente)

### Ex-integrantes
- Pedro Marques - guitarra/vocal - (2010 - 2016)
- Chris Sortica - baixo - (2015 - 2016)
- Adriano Quirino - baixo - (2014)
- Alex Ritter - baixo  - (2014 - 2015)
- Cristiano Bittencourt - bateria - (2006 - 2008)
- Adriano Boaron - bateria - (2008 - 2010)
- Mauricio Boff - bateria - (2010 - 2011)

## Discografia

### Álbuns
- Mass Hysteria (2020)

### EP's
- Don't Think Twice (2008)
- Keep Running (2014)

### Splits
- End of Pipe/Down by Law | Equators (2015)

### Singles
- Doped (2012)
- Memories (2017)
- Get Alive (2017)

### Coletâneas
- Tribute to Samiam - Burn the House Down (2012)
- O Clube (bandas catarinenses) (2012)

### Videoclipes
- Letters (2007)
- Jack (2014)
- Fall (2014)
- Memories (2017)
- Get Alive (2018) - Gravando Bandas
- EPK - Álbum Mass Hysteria (2020)
- Mass Hysteria (2021)
- Chance For the World (2024)

## Prêmios e indicações
- Indicação - Prêmio da Música Catarinense na categoria "Melhor banda de 2018". [1]

- “Good Shit Awards 2020”, como melhor lançamento do ano pelo site Punk Rock Mag. Participaram mais de 193 bandas de todo o mundo, entre elas grandes nomes como Bad Religion, NOFX, Strike Anywhere, Millencolin, dentre outras bandas já renomadas no meio, além de inúmeros destaques em sites e zines ao redor do mundo.
- Álbum Mass Hysteria foi considerado um dos melhores álbuns de 2020 pelos sites Colorado Punk Rock Army (Denver/EUA) e Rifferama